# T29
М29 (англ. Heavy Tank T29) — экспериментальный тяжёлый танк США времён Холодной Войны. Разрабатывался с марта 1944 года для противостояния новым германским тяжёлым танкам. Планировался к массовому выпуску, но его разработка так и не была завершена до конца войны. Первый прототип T29 был закончен только в октябре 1947 года, когда необходимость в столь тяжёлых и дорогих машинах уже отпала, поэтому заказ на его производство был отменён после выпуска восьми прототипов различных вариантов. Несмотря на это, T29 в дальнейшем послужил основой для всей линейки тяжёлых послевоенных танков США.

## История создания
Высадка в Нормандии показала Союзникам, что у армии США нет танков, способных бороться с немецкими «Тиграми» и «Пантерами». Первым «решением» этой проблемы была спешная переклассификация среднего танка M26 «Першинг» в тяжёлый. Вместе с тем началась разработка линейки тяжёлых танков (по другой версии — истребителей танков) Т28, Т29, Т30. Несмотря на близкие индексы и одновременную разработку, сверхтяжёлый танк T28 и танки Т29, Т30, T32 и T34 ничего общего не имели и были изготовлены различными компаниями.
Изначально было дано задание на четыре опытных машины: два Т29 со 105 мм пушкой Т5Е2 и два Т30 со 155 мм пушкой Т7. Позже были созданы образцы Т29Е1 и Е2 с изменённой трансмиссией и более мощными двигателями, а также Т29Е3 с переработанной башней с новой системой управления огнём. Один прототип Т30 был перевооружён экспериментальной 120 мм пушкой Т53 и переименован в танк Т34.
Примечательно, что встречается обозначение танка Т29Е3 как М29. Литера «Т» обозначает опытный, а «М» — серийный образец, но никаких данных о принятии на вооружение и запуске в серийное производство нет. Вероятно, так обозначалась послевоенная пилотная серия из дополнительных четырёх машин (одна из которых была перевооружена и переименована в Т34).

## Варианты
- T29 — базовый вариант
- T29E1 и T29E2 — вариант с более мощным двигателем
- T29E3 — вариант с улучшенной системой управления огнём, оптическим дальномером и дополнительным членом экипажа для его обслуживания

## Машины на основе T29
- T30 — разрабатывавшийся параллельно с T29 вариант, вооружённый 155-мм пушкой T7.
- T34 — два прототипа T30, с новым двигателем, 120 мм орудием Т53, а также с модернизированной башней, которая имела массивный противовес на корме толщиной 102 мм.
- T43 — послевоенный тяжёлый танк, послуживший основой для M103.
- M103 — последний серийный тяжёлый танк США, произведено около 300 единиц в 1957—1958 годах

## Экземпляры
Два сохранившихся экземпляра T29 можно увидеть в следующих местах:
- Музей Паттона[англ.], Форт-Нокс, Кентукки
- Национальный бронетанковый и кавалерийский музей, Форт-Беннинг, Джорджия